# Giv'at Chochit
Giv'at Chochit (hebrejsky: גבעת חוחית) je hora o nadmořské výšce 370 metrů v severním Izraeli, v pohoří Gilboa.
Leží v severní části pohoří Gilboa, cca 12 kilometrů západně od města Bejt Še'an a 3 kilometry východně od obce Gan Ner. Má podobu výrazného návrší s převážně odlesněnou vrcholovou partií ale hustě zalesněnými svahy. Severně od vrcholku vede lokální silnice 667. Severovýchodním směrem terén prudce klesá do zemědělsky využívaného Charodského údolí. Na východ odtud stojí sousední vrchol Har Lapidim, na západní straně je to vrch Har Giborim, na severu Har Ša'ul, ke kterému odtud směřuje vádí Nachal Jehonatan. Po jižních svazích hory vede izraelská bezpečnostní bariéra, která od počátku 21. století odděluje přilehlý Západní břeh Jordánu, kde leží palestinská vesnice Arabuna. Jejím směrem z hory stéká vádí Nachal Chochit.